# Андреас Лудвиг фон Виндиш-Грец
Андреас Лудвиг фон Виндиш-Грец (на немски: Andreas Ludwig von Windisch-Graetz; † 22 декември 1660) е граф на Виндиш-Грец (днес Словен градец, Словения) в Австрия.

## Произход
Той е син на граф Еразмус Зигмунд фон Виндиш-Грец († 1622) и съпругата му фрайин Регина фон Дитрихщайн († 1629), вдовица на Йохан Баптист фон Тишер, дъщеря на Лудвиг фон Дитрихщайн (1553 – 1615) и Анна фон Моозхайм. Внук е на граф Андреас II фон Виндиш-Грец (1567 – 1600) и фрайин Регина фон Дитрихщайн-Финкенщайн (1567 – 1618), дъщеря на фрайхер Зигизмунд Георг фон Дитрихщайн (1526 – 1593) и Анна Мария фон Щархемберг (1537 – 1597). Майка му се омъжва трети път за Георг Зайфрид фон Лайнинген.
Сестра му Мария Салома е фрайин фон Валдщайн и в Тал († 1665) и се омъжва през 1643 г. за граф Александер Йодокус Хаугвиц фон Бискупиц († 1649), втори път за граф Юлиус II фон Залм-Нойбург (1600 – 1654), трети път 1655 г. за граф Йохан Франц Фердинанд фон Хойсенщам-Хайсенщайн († 1660) и четвърти път на 19 февруари 1662 г. за граф Албрехт Юлиус Бройнер († 1684). Сестра му Анна Регина се омъжва за фрайхер Фердинанд фон Вишер.
На 18 май 1822 г. родът е издигнат на князе.

## Фамилия
Първи брак: през 1643 г. с Анна Зигуна фон Велц († 3 март 1645). Бракът е бездетен.
Втори брак: на 4 февруари 1646 г. с графгиня Изабела фон Кронег. Те имат пет деца:
- Венцел
- Ева Лудмила
- Мария Франциска († 10 април 1695), омъжена на 20 февруари 1691 г. за фрайхер Йохан Зайфрид фон Габлковен
- Регина Изабела († 13 октомври 1690), омъжена I. на 13 октомври 1681 г. за граф Филип фон Хорнберг, II. на 11 септември 1690 г. за фрайхер Йохан Мартин фон Габлковен
- Якоб Лудвиг († сл. 1685), женен на 5 февруари 1680 г. за фрайин Регина Зидония фон Ванглер